# Mariampol (powiat grodziski)
Mariampol (niem. Marienfeld) – wieś w Polsce położona w województwie mazowieckim, w powiecie grodziskim, w gminie Jaktorów.
W latach 1975–1998 miejscowość należała administracyjnie do województwa skierniewickiego.